# Петровский район (Кировоградская область)

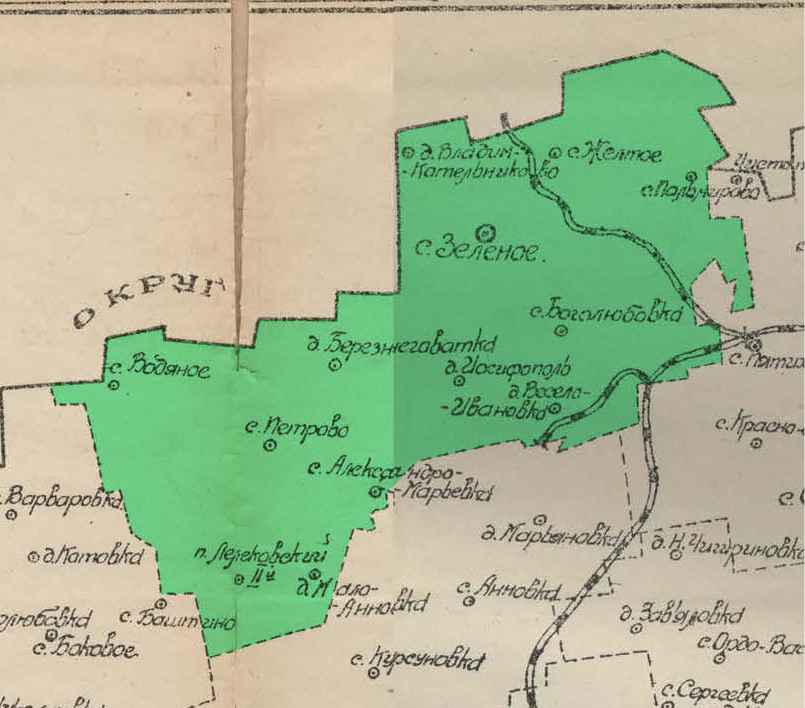
Зеленский район в границах 1925 года

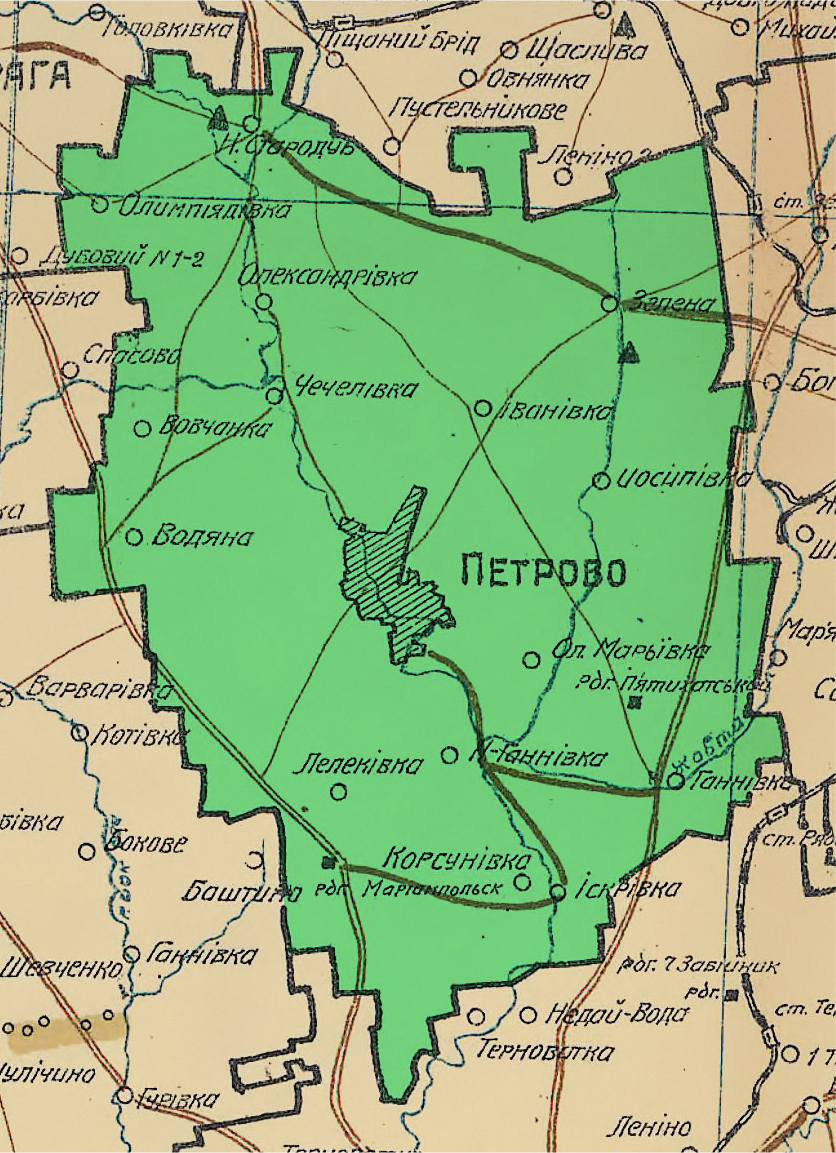
Петровский район в границах 1935 года

Петро́вский райо́н (укр. Петрівський район; в 1924—1926 — Зеленский/Зеленовский) — упразднённая административная единица Кировоградской области Украины. Административный центр — посёлок городского типа Петрово.

## История
Создан 7 марта 1923 года на территории бывших Зеленской, Желтянской и Петровской волостей Криворожского уезда и вошёл в состав Криворожского округа Екатеринославской губернии. В 1924 году центр района был перенесён в село Зелёное и район был переименован в Зеленский, однако уже в 1926 году райцентром снова стало Петрово. В том же году в состав района была включена территория упразднённого Новостародубского района, а также часть территории расформированного Лозоватского района. При этом часть прежней территории района была передана в состав Саксаганского района, тогда же переименованного в Пятихатский. В 1930 году округа в Украинской ССР были упразднены и район перешёл в подчинение непосредственно руководству республики. В 1931 году Петровский район был ликвидирован, а вся его территория вошла в состав Пятихатского района.
В 1935 году район был восстановлен в составе Днепропетровской области, на территории частей Пятихатского и Новопражского районов. В том же году Вовчинский сельский совет был передан в состав Петровского района из Новгородковского. Постановлением ЦИК СССР от 22 сентября 1937 года Петровский район из был переведён в состав Николаевской области. Указом Президиума Верховного Совета СССР от 10 января 1939 года Петровский район включён в состав образованной этим же указом Кировоградской области в составе Украинской ССР.
В 1962 году, в ходе административной реформы в СССР, район был укрупнён за счёт присоединения частей Долинского, а также частей упразднённых Новгородковского и Новопражского районов, однако уже в 1965—1967 годах территория района была разукрупнена.
17 июля 2020 года в результате административно-территориальной реформы район вошёл в состав Александрийского района, на его территории была сформирована Петровская поселковая община.

## Состав района
На момент упразднения в состав района входили следующие населённые пункты:
- Петровский поселковый совет:
  - Петрово
  - Александродар
  - Новомануйловка
  - Покровка
- Балаховский поселковый совет:
  - Балаховка
- Анновский сельский совет:
  - Анновка
  - Владимировка
  - Рядовое
- Богдановский сельский совет:
  - Богдановка
  - Малая Анновка
  - Солдатское
- Водянский сельский совет:
  - Водяное
  - Маловодяное
  - Сабадашево
- Зеленский сельский совет:
  - Зелёное
- Ивановский сельский совет:
  - Ивановка
- Искровский сельский совет:
  - Искровка
  - Новофёдоровка
- Йосиповский сельский совет:
  - Йосиповка
- Казацкий сельский совет:
  - Александро-Марьевка
  - Зелёный Гай
  - Казацкое
  - Ланы
- Луганский сельский совет:
  - Братское
  - Луганка
- Малиновский сельский совет:
  - Малиновка
- Новостародубский сельский совет:
  - Марьяновка
  - Новый Стародуб
  - Олимпиадовка
  - Фёдоровка
  - Червоноселье
- Червоноконстантиновский сельский совет:
  - Баштино
  - Краснополье
  - Лелековка
  - Новопетровка
  - Червоноконстантиновка
- Чечелиевский сельский совет:
  - Александровка
  - Чечелиевка